# Einmal eine Dame sein
Einmal eine Dame sein (Originaltitel Two Weeks with Love) ist ein US-amerikanischer Musicalfilm unter Regie von Roy Rowland aus dem Jahr 1950. Der Film basiert auf einer Originalgeschichte von John Larkin, der auch gemeinsam mit Dorothy Kingsley das Drehbuch schrieb.

## Handlung
Die sechsköpfige Familie Robinson lebt in den 1910er-Jahren in New York City. Die jugendlichen Töchter Patti und Melba sind begabte Tänzerinnen und Sängerinnen, während ihre jüngeren Brüder McCormick und Ricky vor allem Streiche im Kopf haben. Nun steht der zweiwöchige Sommerurlaub der Familie an, wie im Vorjahr verbringen sie diesen im Resorthotel Kissimmee in the Catskills im ländlichen Teil des Bundesstaats New York.
Beide Töchter geraten schnell in Liebeswirren. Die 17-jährige Patti wird von Billy Finlay, dem Sohn des Hotelmanagers, umschwärmt – doch er ist ihr mit seinen 16 Jahren zu jung. Melba wiederum findet Billy ganz toll, kann aber nicht dessen Aufmerksamkeit bekommen. Die Ankunft des gutaussehenden Kubaners Demi Armendez sorgt für zusätzliche Aufregung. Patti verliebt sich schnell in Demi und auch er interessiert sich für sie. Doch ihre Freundin, die elegante, aber manipulative Schauspielerin Valerie, interessiert sich gleichfalls für Demi und nutzt Patties Gutgläubigkeit aus. Valerie erzählt ihr, Frauen müssten geheimnisvoll sein, um Männer anzuziehen, woraufhin sich Patti zeitweise wie Theda Bara aufführt – Demi, der ihre Natürlichkeit und gleichzeitige Eigenständigkeit schätzt, ist davon irritiert. So bleiben Patti zunächst nur Tagträume, wie sie und Demi ein Paar werden.
Hinzu kommt, dass Pattis Eltern sie eigentlich noch für ein Kind halten. Patti soll nach ihrer Meinung am besten auf die jungen Geschwister aufpassen und mit der Liebe noch warten. Als Patti von anderen jungen Leuten dafür ausgelacht wird, noch kein Korsett zu tragen, kommt Mr. Robinson ins Nachdenken und kauft seiner Tochter ein Korsett. Er und seine Frau geraten wegen der Erziehungsfrage in eine kleine Ehekrise. Bei einer Showveranstaltung im Hotel erscheint Patti im Korsett und in dem umgenähten besten Kleid ihrer Mutter, in dieser erwachsenen Erscheinung beeindruckt sie alle. Valerie will Patti aus der Show wegekeln, wird aber diesmal von Billy und Melba ausgetrickst.
So können Patti und Demi als Höhepunkt der Showveranstaltung den Gästen einen Tanz vorführen – wenngleich der Umstand, dass Mr. Robinson seiner Tochter versehentlich ein medizinisches, sich bei starken Bewegungen zerschnürendes Korsett gekauft hat, für weitere Komplikationen sorgt. Mr. und Mrs. Robinson akzeptieren das Erwachsenwerden ihrer Kinder und Demi erhält die Erlaubnis, auch nach Urlaubsende Patti in New York besuchen zu können. Billy kann sich Patti aus dem Kopf schlagen und kommt endlich Melba näher. So endet der Urlaub der Robinsons harmonisch.

## Hintergrund
Der Film wurde unter dem Arbeitstitel The Tender Hours in Technicolor-Farben gedreht. Ein paar der Szenen, in denen amerikanische Redensarten stark vertreten waren, wurden doppelt gedreht. Der Zweck war, eine Alternativfassung für den britischen Kinomarkt zu drehen, deren Dialoge für das dortige Publikum leichter verständlich waren. Bevor Jane Powell die Hauptrolle erhielt, war auch Elizabeth Taylor für diese im Gespräch gewesen. Die Szenenbildner des Films waren E. Preston Ames und Cedric Gibbons, für die Einrichtung des Szenenbildes waren die Set Decorators Richard Pefferle und Edwin B. Willis. Die Männerkostüme entwarf Walter Plunkett, die für die Frauen Helen Rose. Für die Spezialeffekte, die insbesondere in der Feuerwerksszene zum Einsatz kommen, war Warren Newcombe verantwortlich.
Für die Radiodaption des Stoffes in der Radioreihe Lux Radio Theatre sprachen Powell und Montalban am 8. September 1952 nochmals.

### Musik
Das im Film von Debbie Reynolds und Carleton Carpenter gesungene Lied Aba Daba Honeymoon entwickelte sich zum Charterfolg. Es belegte Platz 3 in den amerikanischen Billboard Charts und war 1951 für vier Wochen ein Nummer-eins-Hit in Australien. Ursprünglich war das Lied bereits 1914 von Walter Donovan komponiert worden, den Text schrieb Arthur Fields. Die weiteren Lieder in Two Weeks in Love sind:
- „The Oceana Roll“, Musik: Lucien Denni, Text: Roger Lewis. Gesungen von Jane Powell und einem Chor.
- „A Heart That’s Free“, Musik: Alfred G. Robyn, Text: Thomas Railey. Gesungen von Jane Powell.
- „Row, Row, Row.“, Musik: James V. Monaco, Text: William Jerome. Gesungen und getanzt von Debbie Reynolds and Carleton Carpenter.
- Ouvertüre von „Leichte Kavallerie Overture“, Musik: Franz von Suppè. Am Filmanfang gesungen von Jane Powell.
- „That’s How I Need You“, Musik: Al Piantadosi, Text: Joseph McCarthy und Joe Goodwin. Gesungen von Debbie Reynolds.
- „By the Light of the Silvery Moon“, Musik: Gus Edwards, Text: Edward Madden. Gesungen von Jane Powell, Louis Calhern, Ann Harding, Ricardo Montalban, Phyllis Kirk und einem Chor in der Szene am See.
- „My Beautiful Lady“, Musik: Ivan Caryll, Text: C.M.S. McLellan. In Pattys Traum von einem Chor gesungen.
- „My Hero“, Musik: Oscar Straus, Text: Hugh Stanislaus Stange. Von Jane Powell und Ricardo Montalban in Pattys Traumsequenz gesungen.
- „Über den Wellen (Sobre las olas)“, Musik: Juventino Rosas. Während Eddies Jongliernummer gespielt.
- „Listen to the Mockingbird“, Musik: Richard Milburn, Text: Septimus Winner. Gespielt, als Patti in ihrem Ankleideraum bei der Show ist und Demi davor wartet.
- „Destiny“, Musik des Walzers komponiert von: Sydney Baynes.
- „A media luz“, Musik des Tangos komponiert von: Edgardo Donatto, Text: Carlos Lenzi. Getanzt von Jane Powell und Ricardo Montalban.

## Rezeption
Two Weeks with Love war an den damaligen Kinokassen ein Erfolg, bei einem Budget von rund 1,4 Millionen US-Dollar spielte er laut Mannix-Akte rund 2,8 Millionen Dollar ein.
Der Filmdienst notiert wohlgesonnen: „Witzige Ideen und sympathische Darsteller in einer musikalischen Familienkomödie.“
Laut All Movie Guide ist Two Weeks with Love ein „federleichtes Musical“, das einige Ähnlichkeiten zu Meet Me in St. Louis aufweise, aber nicht so gut wie dieser Film sei. Doch Two Weeks with Love sei damit zufrieden, „wie eine bescheidene, hellbemalte Süßigkeitenbox zu sein, die nur dazu da ist, um kurze Zerstreuung zu bieten.“ Das gelinge dem Film vor allem dank seiner Musiknummern und den guten Darstellern, wobei Debbie Reynolds mit ihrer charmanten Natürlichkeit unter diesen noch herausrage.